# Рачунарско кућиште
Рачунарско кућиште је део рачунара у ком се налазе најважнији делови рачунара као што су процесор, матична плоча, меморија и др. Кућишта се обично праве од челика, алуминијума или пластике, иако се користе и други материјали, као што су дрво и епоксија.

## Величина
Рачунарска кућишта долазе у много различитих величина и формата (енгл. form factor). Данас се највише користи ATX формат иако се све више производе кућишта мањих величина (mATX format). Кућишта се прилагођавају формату матичне плоче, тако да постоје и матичне плоче ATX, mATX, Mini-ITX и остали формати.
Такође кућиште има подјелу и по величини, па тако имамо mini tower, mid-sized tower i full-sized tower кућишта. Исто тако кућишта долазе у разним облицима тако да имамо desktop ili pizza кућишта која су положена водоравно, те танка кућишта која су намијењена за мале просторе. Данас се величина кућишта настоји свести на што мање димензије, тако да се све више појављује Mini-ITX стандард који најмањи формат од свих наведених. Већ су најављени Mac Mini рачунари који ће бити величине обичног CD-ROM уређаја док произвођачи PC рачунара такву категорију кућишта обично обележавају словима SFF (Small Form Factor). Компанија Intel већ увелико промовише своју технологију постављања матичних плоча у BTX формату, али та технологија изискује и друге врсте кућишта.
Тренутно, најпопуларнија форма кућишта је ATX, иако су microATX и остала мале форме кућишта такође постале веома популарне за разноврсност употребе. У високом сегменту слабо дефинисана XL-ATX спецификација се појавила око 2009. године. Она се простире дужином матичне плоче, може да прими четири графичке картице са хладњацима са два слота. Неке XL-ATX матичне плоче повећавају ширину матичне плоче такође, како би се омогућило више простора за процесор, меморију PWM и, у неким случајевима, друго подножје за процесор. Док те тржишни удео тих егзотичних матичних плоча веома низак, скоро сви случајеви и oстали класични случајеви подржавају XL-ATX (10 слотова за проширење). Компаније као што су In Win Development, Shuttle Inc. и AOpen првобитно су популаризовале мала кућишта, за које је FlexATX била најчешћа величина. Од 2010. Mini ITX је у широком спектру заменио FlexATX као најчешчи стандард величине матичних плоча. Најновије mini ITX матичне плоче од компанија Asus, Gigabyte, Zotac и Foxconn су понудиле исту одлику као и матичне плоче нормалне величине. Врхунске mini ITX матичне плоче подржавају стандарде десктоп процесора, користе стандардна меморијска DIMM подножја и PCI-E 16x слотове са подршком најбржих графичких картица. Ово омогућава корисницима да изграде потпуно развијен врхунски рачунар у знатно мањем кућишту. Компанија Apple Inc. је такође произвела Mac Mini рачунар, чија је величина слична стандарду CD-ROM јединице. 

Tower кућишта су често категорисана као mini-tower, mid-tower или full-tower. Full-tower кућишта су углавном 56 cm (22 in) или виша и предвиђена су да стоје на поду. Имају између шест и десет приступних лежишта. Однос спољашњих и унутрашњих лежишта се мења, међутим, како су се рачунарске технологије промениле од флопи диска и CD-ROMa до хард дискова великих капацитета, USB flash дискова, и решења заснованих на мрежи. Full-tower кућишта су направљена да складиште фајл сервере који обично сервирају податке из скупих CD-ROMова база података које садрже више података него хард дискови који су обично на располагању. Отуда многа full-tower кућишта имају вратанца која се закључавају, као и друге физичке безбедносне функције ради спречавања крађе дискова. Mid-tower кућишта су мања, око 46 cm (18 in) висине са два до четири екстерна лежишта. Mini-tower кућишта их имају углавном једно или два. Ово је врхунско кућиште намењено за десктоп системе и не садржи безбедносне функције.

## Распоред
Кућишта рачунара обично садрже лимене јединице за напајање и лежишта, као и задњу плочу која може да прими периферне конекторе који вире из матичних плоча и слотова за проширење. Већина случајева такође има дугме за напајање или прекидач, дугме за ресетовање, и ЛЕД лампицу која означава статус енергије, као и хард диск и мрежне активности (на неким моделима). Код неких случајева има и уграђен улазно/излазни порт (као што је USB и порт за слушалице) на предњој страни кућишта. Такво кућиште такође садржи и жице које су потребне за повезивање ових портова, прекидачи и индикатори за матичну плочу. 

### Места главних компоненти
- Матична плоча је углавном зашрафљена за кућиште на најдужој страни, а она може бити на дну или са стране све зависи од формата и оријентације кућишта.
- формат као што је ATX пружа и задњи панел са исеченим рупама за улазно/излазне портове обезбеђене интегрисаним периферијама, као и слотовима за проширење који могу изложити додатне портове омогућене картицама за проширење. Многа већа ATX кућишта могу се користити са матичним плочама другачијих фактора форме.[3]
- монтирање напајања се разликује од случаја до случаја, али најчешће коришћено место за њега (на задњем делу кућишта) и његове предности/недостаци су:

1. Врх кућишта, углавном дозвољава да уграђени вентилатор на процесору делује као помоћни издувни вентилатор, али изазива да у процесор улази топао ваздух угрејан од унутрашњих компоненти у кућишту, што узрокује лошију ефикасност процесора и његов краћи животни век.
2. Доњи део кућишта, са (углавном филтрираном) вентилацијом на дну кућишта омогућава вентилатору да увлачи хладан ваздух споља.

Без обзира на позицију монтирања, процесор ће углавном бити причвршћен за кућиште са четири шрафа да би се подржала његова тежина. 
- Већина кућишта имају лежишта на предњој страни; типичан случај је ATX кућиште које има лежишта од 5.25" и 3.5". У модерним рачунарима, бивши се користе углавном за оптичке уређаје, док се каснији користе за хард дискове, флопи дискове и читаче картица.
- Дугмићи и LED лампице се углавном налазе на предњој страни кућишта; на неким кућиштима се налазе и додатни улазно/излазни портови, монитори температуре и брзине процесора на истом том подручју.
- Вентилациони отвори се често налазе на предњој, задњој, горњој, левој страни кућишта, и понекад на десној страни. Без обзира где се налазе, њихова сврха је да пусте да улази хладан ваздух у кућиште, или да изађе топао ваздух напоље. Већи отвори омогућавају да се монтирају вентилатори за хлађење на околним рупама за шрафљење. Новија кућишта имају носаче за веће вентилаторе за хлађење од 120 мм или 140 мм за тиши рад него од раније уобичајеног од 80 мм.

### Унутрашњост кућишта
До унутрашњих компоненти модерног tower кућишта долазимо тако што отварамо бочне панеле. Гледајући спреда, приступ матичној плочи, процесору, драјвовима и већини вентилатора добијамо уклањањем леве стране панела. Уклањање десне стране панела се ређе ради да би се дошло до простора иза матичне плоче. Овај простор је посвећен управљању са кабловима, јер би рутирани каблови испред матичне плоче изазвали поремећаје у протоку ваздуха у овом случају. 
Алтернативно, кућиште може имати један велики поклопац у облику латиничног слова У који покрива шасију. 
Да би се спречило нагомилавање прашине у кућишту, многи модели имају филтере за прашину испред вентилатора. Иако прави метод приступа предњим филтерима зависи од модела кућишта, обично се захтева уклањање целог предњег панела. Оно може али не мора захтевати уклањање једног или оба бочна панела. Ако постој било каква сумња, погледајте приручник за коришћење. 
Традиционално, већина кућишта рачунара захтева посебне шрафове који држе компоненте и панеле на месту (матична плоча, графичка карта, процесор). Од 2000. постоји тренд за кућишта са мање алата, у којима компоненте се држе заједно на пластичним шинама, шрафовима, и осталим методама које не захтевају алат; ово омогућава брзу монтажу и измену компјутерског хардвера а такође је јефтиније за производњу. 

## Изглед
Од 1990-их година, већина рачунарских кућишта је била једноставних правоугаоних облика, и често су била беж или беле боје, са малом пажњом посвећеном на визуелни дизајн. Дизајн беж кутије се још увек може наћи на великом броју буџетских рачунара састављених од генеричких компоненти. Ова класа рачунара је и даље позната као беле кутије.
Преуређивање рачунарског кућишта је стил уметничког преуређивања кућишта, често да се скрене пажња на употребу напредних или необичних компоненти. Од раних 2000-их, нека кућишта имају провидне бочне панеле или прозоре од акрила тако да корисници могу да погледају унутра док рачунар ради. Преуређена кућишта може да подразумева унутрашње осветљење, прилагођену боју, или водени систем за хлађење. Неки људи из хобија праве по наруџбини кућишта од сирових материјала попут алуминијума, челика, стиропора или дрвета.

### Произвођачи кућишта
Истакнуте произвођаче обухватају Antec, BitFenix, Cooler Master, Corsair, Fractal Design, In Win Development, Lian Li, NZXT Corp., Phanteks, Rosewill, и Thermaltake.

## Детекција упада
Нека кућишта имају прекидач (тастер) који се повезује са матичном плочом. Када се кућиште отвори, позиција прекидача се мења и систем бележи ову промену. Фирмвер или BIOS могу бити конфигурисани да пријаве овај догађај следећи пут када се догоди.
Овај физички инструкциони детекциони систем може помоћи власнику рачунара да детектује неовлашћено коришћење рачунара. Међутим, већина таквих система су прилично једноставни за изградњу; уљез који поседује знање може да отвори кућиште или да промени његов садржај а да не активира прекидач. 
У прошлости, многа tower кућишта су била намењена за смештај фајл сервера су имала врата на закључавање која су покривала екстерне драјвере. Ово је била безбедносна функција намењена за спречавање крађе CD-ROM дискова. У то време, CD-ROM капацитет је био већи од хард дискова који су били доступни, и много пословних критичних база података су били распоређени на овом медијуму. Ове базе података су често биле веома скупе или садржале власничке податке, а самим тим биле мете повремене крађе. 

## Галерија
- Кућишта рачунара
- Cooler Master 690 II Advanced Nvidia Edition mid tower кућиште
- Micro ATX десктоп кућиште поред стандардног ATX tower кућишта
- Mac Pro tower кућиште. Са два једва видљива вентилатора за хлађење.
- Power Mac tower кућиште.
- NeXT Cube
- SGI Indigo tower кућиште
- SGI O2 tower кућиште
- IBM Personal Computer 5150 bare кућиште са 5 слотова